# کاتالیزور ژاکوبسن
کاتالیزور ژاکوبسن (به انگلیسی: Jacobsen's catalyst) یک ترکیب شیمیایی است. شکل ظاهری این ترکیب، جامد قهوه‌ای است.